# Ina Dietzsch
Ina Dietzsch (* 1966 in Leipzig) ist eine Kulturanthropologin und Soziologin.

## Wissenschaftliche Stationen
Seit 2020 ist Ina Dietzsch Professorin am Institut für Europäische Ethnologie/Kulturwissenschaft  der Philipps-Universität Marburg. Von 2017 bis 2019 vertrat sie Lehrstühle am Seminar für Kulturwissenschaft und Europäische Ethnologie der Universität Basel. Von Sommersemester 2015 bis Sommersemester 2016 hat sie den Lehrstuhl für Mikrosoziologie an der Technischen Universität Dresden vertreten. 2015 wurde sie an der Universität Basel habilitiert. Im Wintersemester 2013 hatte sie am dortigen Seminar für Kulturwissenschaften und Europäische Ethnologie den Lehrstuhl von Walter Leimgruber vertreten, nachdem sie seit Wintersemester 2012 Lehrbeauftragte und später auch wissenschaftliche Mitarbeiterin war. Zuvor war sie ab April 2011 als Lehrkraft an verschiedenen Universitäten (Zürich, Marburg und Frankfurt) tätig.
Ina Dietzsch hat von 1988 bis 1993 an der Humboldt-Universität zu Berlin Ethnographie studiert, war danach bis 1999 wissenschaftliche Mitarbeiterin an der Professur für Frauenforschung der Universität Potsdam. 2000 wurde sie in Europäischer Ethnologie an der HU Berlin promoviert.
Von 1995 bis 1999 war sie Sektionsrätin der Sektion Frauenforschung in der Deutschen Gesellschaft für Soziologie.

## Forschungsschwerpunkte und abgeschlossene Projekte
Ihre Habilitationsschrift trägt den Titel „The everyday life of publics. An Ethnographic Study“ (2014). Anhand verschiedener Fallstudien zur gegenwärtigen Entwicklung von Printmedien in Deutschland ging diese mit kulturanthropologischem Blickwinkel der Frage nach, wie es gelingen kann, im Alltäglichen und in sozialen Beziehungen der abstrakten Idee der Öffentlichkeit Gestalt zu verleihen.
Ihre Dissertation mit dem Titel „Grenzen überschreiben? Deutsch-deutsche Briefwechsel 1948–1989“ (2004) ging der Frage nach, wie es ost-westdeutschen Briefeschreibern gelungen war, über Jahre und Jahrzehnte den Briefwechsel mit Freunden und Familienangehörigen aufrechtzuerhalten. Ebenso untersuchte sie, wie gesellschaftliche Prozesse und Ereignisse, die innerdeutsche Grenze und die Einbindung von DDR und Bundesrepublik in zwei unterschiedliche politische bzw. ökonomische Systeme diskutiert wurden und wie mit persönlichen Konflikten und Meinungsverschiedenheiten umgegangen wurde. So zeigte sie, wie Briefe dabei halfen, wie weit sich Ost- und Westdeutsche noch als Angehörige einer gemeinsamen kulturellen Gemeinschaft verstanden, die angesichts der deutsch-deutschen Teilung grundsätzlich in Frage stand.
- 2013–2017: SNF-Projekt "Medienwelten und Alltagsurbanität" an der Universität Basel.
- 2013–2015: Interdisziplinäres Lehrprojekt „Raumpraxen in der trinationalen Agglomeration Basel“ zum grenzüberschreitenden Alltag im Fokus von künstlerischer und wissenschaftlicher Forschung, gefördert von der Pro Helvetia im Rahmen von TRIPTIC[7]
- 2011–2012: Interdisziplinäres Lehrprojekt „Die kulturelle Macht mathematischer Darstellungen“ an der Universität Frankfurt, gefördert von QSL
- 2007–2010: BMBF-Projekt „Informalität, Vertrauen und Misstrauen in Umbruchsgesellschaften“ im interdisziplinären und internationalen Forschungsverbund „‚Social Capital‘ im Umbruch europäischer Gesellschaften – Communities, Familien, Generationen“
- 2006–2009: ESRC-Projekt „Sociality and Rhetoric Culture in the Interpretation of Situations“ am Department of Anthropology der Durham University.
- 2003–2006: DFG-Projekt „Volkskunde als öffentliche Wissenschaft“ am Institut für Europäische Ethnologie der Humboldt-Universität zu Berlin im Schwerpunktprogramm 1143 „Wissenschaft, Politik und Gesellschaft. Deutschland im internationalen Zusammenhang im späten 19. und 20. Jahrhundert“.
- 2002–2003: Lehrprojekt „Die andere Seite der Eventkultur. Die Trabrennbahnen in Berlin“ an der Humboldt-Universität zu Berlin. Studierende haben den Alltag auf beiden Trabrennbahnen beobachtet und fotografiert sowie historisches Quellenmaterial zusammengetragen, diskutiert und analysiert.
- 2002–2003: Labor Ostdeutschland, erstes Initiativprojekt der Bundeskulturstiftung

## Schriften
- Stillen als wissenschaftlicher Gegenstand. Epistemologische Überlegungen zur Untersuchung einer "natürlich" sozialen Tatsache am Beispi)el des medizinischen Diskurses, Gender, 10(1), 2018, S. 100–114. (zusammen mit Garcia, A.-L.)
- Mobilität und Sesshaftigkeit aus machttheoretischer Sicht: Bleiben oder gehen – was zählt?, in: Weiterbildung: Zeitschrift für Grundlagen, Praxis und Trends, 12. Dezember 2017, S. 38–41
- Rhetorik – Weniger Überzeugung, mehr Einladung, in: Weiterbildung: Zeitschrift für Grundlagen, Praxis und Trends, 12. Dezember 2017, S. 21–23
- Klimawandel. Kulturanthropologische Perspektiven darauf, wie ein abstrakter Begriff erfahrbar gemacht wird, in: Schweizerisches Archiv für Volkskunde 1/2017, S. 21–40.
- Kartieren in rechnenden Räumen. Die Digitalisierung einer Kulturtechnik, in: Koch, Gertraud (Hrsg.): Digitalisierung. Theorien und Konzepte für die empirische Kulturforschung. Konstanz 2017, S. 283–307. (Zusammen mit Kunzelmann, Daniel.)
- Superdiversität als Herausforderung für partizipative Stadtentwicklung, in: Lange, Jan; Müller, Jonas (Hrsg.): Wie plant die Planung? Kultur- und planungswissenschaftliche Perspektiven auf die Praxis räumlicher Planungen, 72, Berlin 2016.(=Berliner Blätter). S. 163–173. (Zusammen mit Besmer, Christina)
- Erzählen mit Zahlen. Diagramme als Orte des (Er-)Zählens, in: Zeitschrift für Volkskunde, 2015, S. 31–53.
- Life worlds of deceleration. An addition to the "new mobilities paradigm", in: Zeitschrift für Volkskunde, 2015, S. 31–53.
- Die kulturelle Macht mathematischer Darstellungen. Dortmund 2012
- Was kommt nach Otto Normalverbraucher? Aktuelle Neuschneidungen von ökonomischem, sozialem und politischem Handeln im Zeitalter von Consumer Citizenship, in: Österreichische Zeitschrift für Volkskunde LXVI, 2012, H. 1+2, S. 77–97
- Entschleunigung in der Mitte Europas. Einführung in das gleichnamige Panel, in: Johler, Reinhard (Hg.): Mobilitäten. Europa in Bewegung als Herausforderung kulturanalytischer Forschung. Freiburg 2011, S. 121–124
- Perceptions of Decline: Crisis, Shrinking and Disappearance as Narrative Schemas to Describe Social and Cultural Change, in: The Online Durham Anthropology Journal.[8]
- Horizonte ethnografischen Wissens: eine Bestandsaufnahme. Böhlau Verlag GmbH & Cie., Köln 2009
- Grenzen überschreiben? Deutsch-deutsche Briefwechsel 1948–1989. Böhlau Verlag GmbH & Cie., Köln 2004, ISBN 3-41216203-5
- Irritation Ostdeutschland Geschlechterverhältnisse in Deutschland seit der Wende. Hrsg. Eva Schäfer, Ina Dietzsch, Petra Drauschke, Iris Peinl, Virginia Penrose, Sylka Scholz, Susanne Völker. Verlag Westfälisches Dampfboot, Münster 2005, ISBN 3-89691-584-3
- Labor Ostdeutschland. Kulturelle Praxis im gesellschaftlichen Wandel. Projekt der Kulturstiftung des Bundes im Programmschwerpunktes „Kulturelle Aspekte der deutschen Einigung“. Hg. mit Kristina Bauer-Volke. Bonn 2004.
- Vergnügen in der Krise. Der Berliner Trabrennsport zwischen Alltag und Event. Panama Verlag, 2005, 2. Auflage 2010, ISBN 978-3-938714-00-3.